# Allitera Verlag
Der Allitera Verlag ist ein Imprint der BUCH&media, Gesellschaft für Buch- und Mediendienstleistungen mbH, das bis etwa Mitte 2017 als mit BUCH&media identisch auftretendes Mischunternehmen einerseits Buchtitel mit eigenem Geschäftsrisiko verlegte und daneben als Druckkostenverlag „in enger Zusammenarbeit mit Books on Demand“ für vergriffene Titel professioneller Autoren sowie in direkter Verbindung mit einer ebenfalls zu BUCH&media gehörenden Agentur für Publikationsdienstleistungen zur Erstellung von Selbstpublikationen auftrat. Die seither neu gestaltete Homepage des Unternehmens weist den Allitera Verlag ausschließlich als Buchverlag aus und hat die unter der Bezeichnung „Die Buchprofis“ als Agentur für einzelne oder komplette Publikationsdienstleistungen ausgegliedert – doch der Allitera Verlag firmiert im Impressum nicht mit der Verlagsbezeichnung, sondern nach wie vor als „BUCH&media, Gesellschaft für Buch- und Mediendienstleistungen mbH“, während „Die Buchprofis“ als „Ein Unternehmen der Buch&media Gesellschaft für Buch- und Mediendienstleistungen mbH“ auftreten, alle drei unter der gleichen Postanschrift.

## Unternehmensgeschichte
Gegründet von Wolfram Göbel, wurde der Allitera Verlag 2001 auf der Frankfurter Buchmesse als Unternehmen der „BUCH&media Gesellschaft für Buch- und Mediendienstleistungen mbH“ vorgestellt. Das Unternehmen nutzte von Anfang an als eines der ersten das damals neu entwickelte Digitaldruckverfahren des „Drucks auf Bestellung“ (Book-on-Demand) der Norderstedter Druckerei Books on Demand (BoD), um hohe Produktionskosten für Offset-Auflagen sowie Lagergebühren einzusparen. Schwerpunktmäßig wurde bis 2017 insbesondere für die in den Druckkostenverlagen sowie dem als Selbstkostenverlag hergestellten Selbstpublikationen auf dieses Druckverfahren gesetzt, während die Titel der als „Verlag“ begründeten Reihen wie die edition monacensia auch in fixer Auflage im Offsetdruck vorgelegt werden.
Seit 2017 sind innerhalb der Münchner Buch & Media GmbH die beiden Sparten Publikumsverlag und Selbstkostenverlag im Verbund mit Publikationsdienstleistungen über ihre Webseiten nicht mehr verbunden, allerdings steht beiden Unternehmen Alexander Strathern einerseits als „Verleger und Geschäftsführer“ bzw. als „Buchprofi“ und „Vertretungsberechtigter Geschäftsführer“ vor. Erst seit Mitte 2018 ist auch für das Dachunternehmen Buch & Media GmbH eine eigene Homepage ausgewiesen, die die verschiedenen „Marken“ des Unternehmens vorstellt.

## Geschäftsmodelle
Einen Schwerpunkt legte der Allitera Verlag als Imprint der Münchner Buch & Media GmbH auf die Dienstleistungen eines Selbstkostenverlages, mehr oder weniger im Verbund mit dem sich seit 1999 unter dem Label Die Buchprofis („Ein Unternehmen der Buch&media GmbH“) an Autoren wendender Publikationsdienstleister zur Unterstützung von Selbstpublikationen bzw. Titeln im Selbstverlag (u. a. auch vermittelt durch den „größten deutschen Selfpublishing-Anbieter“).
Daneben gab es das Geschäftsmodell eines Druckkostenverlags für vergriffene Titel z. B. durch den Friedrich-Bödecker-Kreis ausgewiesene Autoren, wonach die Autoren einerseits einen zwischen dem Börsenverein des Deutschen Buchhandels und dem Verband deutscher Schriftsteller vereinbarten Normvertrag erhielten, jedoch alle entstehenden Kosten für die Herstellung zu tragen hatten, so dass auch hiermit das Unternehmen nur ein vergleichsweise geringes geschäftliches Risiko einging – allerdings waren gerade in den Anfangsjahren auch die Kosten für die Autoren wegen des Zusammenwirkens von Allitera mit Books on Demand im Vergleich zu anderen Druckkostenverlagen erheblich geringer. Zu Beginn bezog sich dieses Angebot von Allitera insbesondere auf die Neuausgaben vergriffener Titel bereits eingeführter, professioneller Gegenwartsautoren in den dafür begründeten Reihen Allitera Krimi und Die Schatzkiste.
Reihen wie die Lyrikedition 2000 hingegen wurden von diesem Unternehmen laut Angabe ihres Herausgebers Florian Voß seit Anfang an auf eigenes Risiko publiziert, ebenso jene Titel, bei denen wie in der edition monacensia bereits die Urheberrechte abgelaufen sind und die im Offsetdruck vorgelegt wurden.
Die genannten Geschäftsmodelle kennzeichneten das Unternehmen bis Mitte 2017 offen als Mischunternehmen, das als Dienstleister für Selbstpublikationen und zugleich als Buchverlag auftrat. Seit ihrem Relaunch kehren die Webseiten des Unternehmens dies insofern eindeutiger um, als nun die Münchner Buch & Media GmbH als miteinander verzahntes Mischunternehmen von Allitera Verlag und Die Buchprofis aufscheint.

### Reihen und Editionen als Verlag
Unter dem Dach des Allitera Verlags sind bzw. waren weitere Imprints der BUCH&media GmbH als Reihentitel eingebunden, u. a.:
- Lyrikedition 2000 – Lyrikreihe, die anfangs vom Publizisten und Literaturwissenschaftler Heinz Ludwig Arnold herausgegeben wurde, danach vom Lyriker Norbert Hummelt. Seit 2012 zeichnet der Autor Florian Voß als Herausgeber. Sie umfasst über 120 Werke, u. a. von Elfriede Jelinek und Helmut Heißenbüttel, aber auch die Werke jüngerer Autoren wie Timo Berger oder Crauss. Kooperationspartner hierfür sind das hessische Ministerium für Wissenschaft und Kunst sowie die Literaturwerkstatt Berlin. Die Reihe wurde zum Sommer 2016 eingestellt.[16]
- edition monacensia – Bavarica-Reihe, die auf eigenes Risiko des Unternehmens auch im Offset-Druck vorgelegt wird. Elisabeth Tworek, bis Anfang 2018[17] Leiterin der Münchner Monacensia, gibt in dieser Reihe ausgewählte Werke renommierter Münchner Autoren des 19., 20. und 21. Jahrhunderts heraus. Darunter u. a. die Werkausgabe des sogenannten „Kasperl-Grafen“ Franz Graf von Pocci. Kooperationspartner hierfür sind die Oskar-Maria-Graf-Gesellschaft, die Charles-Sealsfield-Gesellschaft, das Kulturreferat der Stadt München, das Stadtmuseum Fürstenfeldbruck und die Albert-Lortzing-Gesellschaft.
- Münchner STATTreisen – in Zusammenarbeit mit STATTreisen München e. V.

### Druckkostenverlage
Die beiden nachfolgenden spezifischen Buchreihen-Angebote wendeten sich insbesondere in der Anfangszeit des Unternehmens ausschließlich an professionelle Autoren, die darunter ihre vergriffenen Buchtitel nach Maßgabe eines Druckkostenverlages haben veröffentlichen lassen. Neben den Normvertrag üblichen Verabredungen von Honorarprozenten und die Bedingungen für den Eigenerwerb hatten die Autoren die Masteringkosten von Books on Demand komplett selbst zu tragen.
- Allitera Krimi – Kriminalroman-Reihe; ehemals Verlag der Criminale, der zusammen mit der Autorengruppe Das Syndikat gegründet wurde. Darunter erschienen aber „zunehmend auch spannende Originalausgaben von Nachwuchsautoren, Anthologien und Regionalkrimis“.[18]
- Die Schatzkiste – 2001 unter der „Schirmherrschaft“ des Friedrich-Bödecker-Kreises begründete Kinderbuchreihe mit Titeln von Autoren wie Klaus-Peter Wolf.[19]

### Dienstleistungen für Selbstpublikationen (Books on Demand)
- BUCH&media – Selbstkostenverlag für Selbstpublikationen ohne weitere Vorgaben wie Bindung an eine Gattung oder Reihe. 1999 hat BUCH&media für Publikationsdienstleistungen im Vorfeld einer Selbstpublikation das Unternehmen Die Buchprofis gegründet.[11][12][13][14] Seit Mitte 2017 scheint BUCH&media resp. die BUCH&media, Gesellschaft für Buch- und Mediendienstleistungen mbH im Impressum des Buchverlags Allitera Verlag als damit identisches und für die Agentur Die Buchprofis als dafür übergeordnetes Label auf.